# Lijst van voormalige Nederlandse gemeenten per provincie
Dit is een lijst van voormalige Nederlandse gemeenten,  opgesplitst per provincie.
- Lijst van voormalige gemeenten in Drenthe
- Lijst van voormalige gemeenten in Friesland (Fryslân)
- Lijst van voormalige gemeenten in Gelderland
- Lijst van voormalige gemeenten in Groningen
- Lijst van voormalige gemeenten in Limburg
- Lijst van voormalige gemeenten in Noord-Brabant
- Lijst van voormalige gemeenten in Noord-Holland
- Lijst van voormalige gemeenten in Overijssel
- Lijst van voormalige gemeenten in Utrecht
- Lijst van voormalige gemeenten in Zeeland
- Lijst van voormalige gemeenten in Zuid-Holland

Flevoland heeft geen voormalige gemeenten.